# Axel Wittmann
Axel Dieter Wittmann (* 28. Juli 1943 in Hannover) ist ein deutscher Astrophysiker.

## Leben
Axel Wittmann legte 1963 das Abitur an der Hoffmann-von-Fallersleben-Schule in Braunschweig ab, studierte von 1963 bis 1968 in Göttingen Physik und Astronomie und schloss 1973 seine Dissertation Berechnung und Messung der Stokesparameter in solaren Zeeman-Multipletts (Betreuer: Egon-Horst Schröter) ab. Anschließend arbeitete er weiter an der Universitäts-Sternwarte Göttingen und nach deren Umzug 2005 am Institut für Astrophysik der Universität Göttingen (IAG). 2008 trat er in den Ruhestand. Er ist Mitglied der AG, der IAU und seit Anfang 2002 Geschäftsführer der Gauß-Gesellschaft e. V.

## Werk
Axel Wittmann hat zahlreiche Messungen zur Spektroskopie der Sonne, des Durchmessers der Sonne, der unterschiedlichen Rotation der Sonne in verschiedenen Tiefen der Sonnenatmosphäre und an verschiedenen heliographischen Breiten, der Granulation der Oberfläche der Sonne, sowie Berechnungen von Linienprofilen in Sternatmosphären mit Magnetfeldern durchgeführt. Aus Messungen der Intensität und der Spektren von Sonnenflecken hat er Modelle für deren Magnetfeld abgeleitet. Aus historischen Beobachtungsdaten hat er nachgewiesen, dass die Periode des Aktivitätszyklus der Sonnenflecken von 11 Jahren über die letzten 2000 Jahre im Mittel konstant blieb, der Zyklus selbst aber in seiner Intensität stark variierte. Er hat die gezeitenbedingte Abbremsung der Erdrotation und die durch gravitative Störungen verursachte Änderung der Schiefe der Ekliptik über lange Zeiträume analysiert und berechnet. Zu seinen Arbeitsgebieten gehören auch die Berechnung von Ephemeriden und Sternpositionen, und außerdem Beiträge zur Computersteuerung und Datenerfassung von Sonnenteleskopen, insbesondere der Teleskope GCT, GREGOR und CHROTEL am Istituto per Ricerche Solari in Locarno/Schweiz (bis 1981) und am Observatorio del Teide/Teneriffa (ab 1987). 
Zu seinen Arbeitsgebieten im Ruhestand gehört die Geschichte der Astronomie, besonders in Göttingen, sowie das Leben und Werk von Carl Friedrich Gauß (1777–1855) und dessen Arbeitsgebiete Astronomie, Mathematik, Geodäsie, Geophysik, und Physik. Seit 2002 ist Axel Wittmann auch Herausgeber der wissenschaftsgeschichtlichen Fachzeitschrift „Mitteilungen der Gauß-Gesellschaft“ (ISSN 0435-1452).